# Katharine Kuh
Katharine Kuh, de nacimiento Woolf (St. Louis, Missouri, 15 de julio de 1904-Nueva York, 10 de enero de 1994) fue una historiadora de arte, curadora, crítica y marchante estadounidense en Chicago, Illinois. Fue la primera mujer curadora de arte y escultura europea en el Instituto de Arte de Chicago.

## Biografía
Katharine Woolf era la hija menor de Olga Weiner y Morris Woolf, un importador de seda. La familia se mudó a Chicago en 1909. Kuh contrajo polio en 1914 mientras viajaba por Europa y utilizó un aparato ortopédico durante los diez años siguientes. Durante este tiempo comenzó a coleccionar grabados de maestros antiguos, lo que despertó su interés en la historia del arte.

Kuh se planteó estudiar economía, sin embargo estudió historia del arte con Alfred H. Barr en el Vassar College, y obtuvo una maestría en Historia del Arte de la Universidad de Chicago. Comenzó el programa de doctorado en Historia del Arte en la Universidad de Nueva York, pero tras un año lo dejó para casarse con el empresario George Kuh. En noviembre de 1935, tras la disolución de su matrimonio, Kuh abrió la galería "Katherine Kuh Gallery". Fue una de las primeras galerías de arte comercial de Chicago en exhibir arte de vanguardia. Kuh describió el interés de su galería hacia artistas emergentes en sus memorias, tituladas My Love Affair with Modern Art:
"Mostré el trabajo de docenas de artistas, a menudo cuando aún  luchaban por el reconocimiento público. Pienso en Alexander Archipenko, László Moholy-Nagy, Fernand Léger, Stuart Davis, Isamu Noguchi, Paul Klee, Joan Miró, Ansel Adams, Edward Weston y Josef Albers, que tuvo una de sus primeras exposiciones en América en mi galería." 
Sin embargo, el arte moderno que Kuh decidió exhibir no fue del gusto de todos. Su galería se convirtió en el objetivo del grupo Society for Sanity in Art, cuya misión era erradicar el arte moderno para proteger la civilización. Asaltaron la galería para denostar al arte y a los visitantes. Se cree que en noviembre de 1938, a media noche, el grupo irrumpió en la galería  y, a pesar de que las paredes estaban cubiertas con obras del artista Joan Miró, ninguna resultó dañada. Kuh creyó que era perseguida por los asaltantes.
A pesar de los retos planteados por la Gran Depresión y la Segunda Guerra Mundial, Kuh mantuvo su galería funcionando con éxito hasta 1943, cuando fue contratada por el Instituto de Arte de Chicago. Se convirtió en la primera curadora de pintura y escultura modernas del museo en 1954, cargo que ocupó hasta 1959. En 1954, durante su primer año de mandato en el Instituto de Arte de Chicago, proporcionó a Mark Rothko su primera exposición en un museo, y al año siguiente organizó  la compra  de " Greyed Rainbow " de Jackson Pollock  para el Instituto.
Una de las responsabilidades de Kuh en el Art Institute fue dirigir la exposición American Artists Paint the City para la Bienal de Venecia de 1956. El Instituto de Arte fue el responsable de organizar la exposición estadounidense, para la que Kuh seleccionó obras de varios artistas, entre ellos Jacob Lawrence, John Marin, Georgia O'Keeffe, Jackson Pollock y Mark Tobey .
Tras su renuncia al cargo en el Art Institute en 1959, se trasladó a la ciudad de Nueva York, donde trabajó como crítica de arte para Saturday Review hasta 1978.Kuh fue autora de varios libros, entre ellos Art Has Many Faces (1951), The Artist's Voice (1962), un volumen de entrevistas con 17 artistas, Break-Up: The Core of Modern Art (1965), una historia del arte moderno de Monet a Pollock, y The Open Eye: In Pursuit of Art (1971), una colección de sus ensayos de Saturday Review.